# Valle de Zamanzas
Valle de Zamanzas község Spanyolországban, Burgos tartományban. Valle de Zamanzas Alfoz de Bricia, Valle de Manzanedo, Los Altos és Valle de Sedano községekkel határos. Lakosainak száma 45 fő (2024).

## Népesség
A település népessége az utóbbi években az alábbiak szerint változott:
| Lakosok száma | 87   | 78   | 72   | 69   | 69   | 69   | 60   | 66   | 50   | 45   |
|               | 2001 | 2004 | 2006 | 2009 | 2011 | 2014 | 2016 | 2019 | 2021 | 2024 |